# Нью-Брайтон Тауэр
Нью-Брайтон Тауэр (англ. New Brighton Tower F.C.) — английский футбольный клуб из Нью-Брайтона, Мерсисайд. Был основан в 1896 году и расформирован в 1901 году. Провёл три сезона в Футбольной лиге Англии. Домашние матчи клуб проводил на стадионе «Тауэр Атлетик Граунд».

## История
Футбольный клуб «Нью-Брайтон Тауэр» был образован уже после строительства домашнего стадиона для команды. Подобная же ситуация была с клубами «Шеффилд Юнайтед», «Ливерпуль», «Челси» и «Темз». Владельцы Нью-Брайтонской башни, построенной в противовес Блэкпульской башне, решили построить футбольный стадион рядом с башней. В 1896 году был основан футбольный клуб, вступивший Ланкаширскую лигу перед началом сезона 1897/98. Клуб выиграл Ланкаширскую лигу в первый же сезон, после чего подал заявку на вступление в Футбольную лигу Англии. Изначальная заявка клуба была отвергнута, но затем, когда Футбольная лига приняла решение о расширении Первого и Второго дивизионов с 16 до 18 команд, заявку приняли. «Нью-Брайтон Тауэр» стал участником Второго дивизиона Футбольной лиги.
По случаю вступления в Футбольную лигу клуб подписал ряд футболистов, включая игроков национальных сборных. Свой первый сезон в Футбольной лиги «Нью-Брайтон Тауэр» завершил достаточно успешно, заняв 5-е место (из 18). В сезоне 1899/1900 команда финишировала на 10-м месте, а свой третий сезон во Втором дивизионе Футбольной лиги завершила на 4-м месте. Однако поддержка у команды была слабой (в среднем домашние матчи команды посещало 1000 зрителей), а издержки содержания профессионального футбольного клуба оказались слишком большими для владельцев Башни, вследствие чего летом 1901 года «Нью-Брайтон Тауэр» был расформирован. Его место в лиге занял «Донкастер Роверс».
В 1921 году был основан новый клуб с похожим названием, «Нью-Брайтон», выступавший в Футбольной лиге с 1923 по 1951 год.
Нью-Брайтонская башня была демонтирована после Первой мировой войны, а оставшиеся здания, окружающие её комплекс, были уничтожены пожаром в конце 1960-х.
Прозвище у команды было Towerites (Башенники). Их домашняя форма сначала содержала белый и синий цвета. В дальнейшем форма изменилась: это были оранжево-розовые футболки с чёрными манжетами и белые шорты.

## Достижения
- Ланкаширская лига
  - Чемпион, 1897/98
- Кубок Англии
  - Первый раунд, 1897/98, 1900/01